# Dancing with the Devil
«Dancing with the Devil» es una canción de la cantante estadounidense Demi Lovato. Fue lanzado el 26 de marzo de 2021 por Island Records como el tercer sencillo del séptimo álbum de estudio de Lovato, Dancing with the Devil... the Art of Beginning Over. Coescribió la canción con Bianca Atterberry, John Ho y su productor Mitch Allan. La canción debutó y alcanzó el puesto 56 en el Billboard Hot 100.

## Antecedentes y composición
"Dancing with the Devil" está escrito en la clave de Do menor, con el rango vocal de Lovato que va desde la nota baja de E♭3 hasta la nota alta de G5.
"Dancing with the Devil" apareció en el tráiler del documental de Lovato de 2021 Demi Lovato: Dancing with the Devil y es la segunda pista de su álbum Dancing with the Devil ... the Art of Starting Over.
La canción comienza con Lovato actualmente recuperado que narra su recaída de 2018, lo que la llevaría a una sobredosis casi fatal más tarde ese mismo año. Los versos comienzan con contenido lírico que refleja la fase inicial de la recaída, que fue principalmente con vino tinto: "Es solo un poco de vino tinto, estaré bien / No es como si quisiera hacer esto todas las noches / He estado bien, no me lo merezco? Creo que me lo he ganado / Siento que vale la pena en mi mente". El segundo verso describe su introducción a las drogas más pesadas: "Una pequeña línea blanca" que eventualmente se convirtió en "una pequeña pipa de vidrio".
Al final, Lovato se vuelve adicta a fumar heroína y canta: "El remedio de hojalata casi me sacó lo mejor". También les confiesa a sus fans y seres queridos en el pre-coro que durante este tiempo, "les dije que estaba bien, pero estaba mintiendo". En el coro de la canción, Lovato se refiere directamente a su sobredosis pasada, cantando que "casi llegó al cielo" al "jugar con el enemigo / apostar con mi alma". Lovato también canta sobre el agarre que le tenía la adicción y la dificultad psicológica que le había impuesto, cantando a lo largo de la canción "Es tan difícil decir que no / Cuando bailas con el diablo".

## Video musical
El video de "Dancing with the Devil" es una recreación detallada de los eventos involucrados en la sobredosis de drogas, el asalto sexual y la angustiosa experiencia cercana a la muerte de Lovato en 2018, así como las secuelas en el hospital los días posteriores. El video musical es una recreación e incluye la chaqueta verde que usó esa noche con escenas de abuso de sustancias en una fiesta, seguido de ir a casa y abrir la cremallera de la bolsa de lona del traficante de drogas en su habitación, y luego el traficante de drogas se avecina siniestramente. sobre su cuerpo inconsciente y desnudo, presumiblemente después de agredirla sexualmente. Luego se muestra a los paramédicos reviviendo a Lovato y transportándola al hospital, donde se cose un tubo en el cuello de Lovato para bombear su sangre, limpiarla y bombearla nuevamente. Luego hay escenas en las que la familia y los amigos de Lovato se estremecen en su hospital durante el primer día después de la sobredosis cuando su supervivencia no estaba asegurada. Finalmente, Lovato se despierta y una enfermera le da un baño de esponja, y la esponja que limpia su cuello revela su tatuaje de "sobreviviente" cerca de donde solía estar el tubo de sangre.

## Recepción de la crítica
Antes de su lanzamiento, «Dancing with the Devil» fue descrito por Shana Naomi Krochmal de Entertainment Weekly como «evocando el tema» de «Skyfall» de Adele. Billboard describió la canción como «poderosa» y «confesional». Rob Harvilla de The Ringer, describe la canción como «un experto aluvión de melodrama extravagante de Bond Movie Theme».

## Créditos y personal
Grabación y gestión
- Diseñado en Westlake Recording Studios, The Hollywood Compound (Los Ángeles, California), The Sonic Church (Brentwood, Tennessee)
- Mezclado en MixStar Studios (Virginia Beach, Virginia )
- Masterizado en Sterling Sound Studios (Edgewater, Nueva Jersey)
- Publicado por DDLovato Music / Universal Music Corp. (ASCAP ), Seven Summits Music obo en sí y High Rise Life Publishing (BMI), John Ho (ASCAP), Money Making Machine, I Just Can't Read Music (ASCAP) administrado por Kobalt Songs Music Publishing (ASCAP)

Personal
- Demi Lovato - voz principal, composición
- Mitch Allan - composición, producción, producción vocal, programación, bajo, teclados, guitarra, percusión
- John Ho - composición, coproducción
- Bianca "Blush" Atterberry - composición, coros
- Andy Guerrero - ingeniería
- Caleb Hulin - ingeniería, programación, guitarra
- Midi Jones - programación, teclados, piano
- Kevin Kadish - ingeniería de piano
- Serban Ghenea - mezcla
- John Hanes - ingeniería
- Chris Gehringer - masterización

Créditos adaptados de las notas del booklet de Dancing with the Devil... the Art of Starting Over.

## Posicionamiento en listas
| Listas (2021)                      | Mejor posición |
| ---------------------------------- | -------------- |
| Canadá (Canadian Hot 100)          | 49             |
| Billboard Global 200               | 50             |
| Estados Unidos (Billboard Hot 100) | 56             |
| Estados Unidos (Adult Top 40)      | 39             |
| Hungría (Single Top 40)            | 7              |
| Irlanda (IRMA)                     | 46             |
| Nueva Zelanda Hot Singles (RMNZ)   | 6              |
| Portugal (AFP)                     | 82             |
| Reino Unido (UK Singles Chart)     | 50             |

## Historial de lanzamientos
| Región         | Fecha               | Formato                      | Sello                   | Ref.   |
| -------------- | ------------------- | ---------------------------- | ----------------------- | ------ |
| Varios         | 26 de marzo de 2021 | Descarga digital y streaming | Island                  |        |
| Italia         | 26 de marzo de 2021 | Contemporary hit radio       | Universal               | [ 15 ] |
| Estados Unidos | 29 de marzo de 2021 | Hot adult contemporary radio | Island y RepublicIsland | [ 16 ] |
| Estados Unidos | 30 de marzo de 2021 | Contemporary hit radio       | Island y RepublicIsland | [ 17 ] |